# Clavier-Übung II
Clavier-Übung II – drugi zbiór dzieł Johanna Sebastiana Bacha z serii Clavier-Übung, wydany w Lipsku w 1735. Zawiera on dwa utwory: Koncert włoski oraz Uwerturę w stylu francuskim. Zbiór stanowi logiczną kontynuację pierwszego zbioru Clavier-Übung I. Wynika to z faktu, iż tonacje kolejnych partit z poprzedniego zbioru wskazywały, iż następne dzieło będzie utrzymane w tonacji F-dur, a tymczasem Koncert włoski z Clavier-Übung II został napisany właśnie w tej tonacji.